# Rheda-Wiedenbrück
Rheda-Wiedenbrück è una città di 47.316 abitanti della Renania Settentrionale-Vestfalia, in Germania.
Appartiene al distretto governativo (Regierungsbezirk) di Detmold e al circondario (Kreis) di Gütersloh (targa GT).
Rheda-Wiedenbrück si fregia del titolo di "Media città di circondario" (Mittlere kreisangehörige Stadt). É sorta nel 1970 dall'unione di sei centri autonomi di cui i principali erano i due di Rheda (storica capitale della Contea sovrana di Bentheim-Tecklenburg-Rheda) e Wiedenbrück che già avevano il titolo di città (stadt).